# Barbara Bilić
Barbara Bilić (Zadar, 1988.), hrvatska televizijska glumica. Svoju prvu i jedinu ulogu ostvarila je u telenoveli Zora dubrovačka.
Barbara Bilić živi u Zadru, u kojem je i rođena te je završila je Prirodoslovno-grafičku školu. Godine 2013. zaigrala je lik protagonistice serije Zora dubrovačka.

## Filmografija

### Televizijske uloge
| Godina     | Naslov          | Uloga                         | Bilješke     |
| ---------- | --------------- | ----------------------------- | ------------ |
| 2013—2014. | Zora dubrovačka | Judita Kesovija (bivš. Knego) | glavna uloga |

## Vanjske poveznice
- Barbara Bilić u internetskoj bazi filmova IMDb-u (engl.)